# Korfbal 2004-2005
Korfbalseizoen 2004-2005 is een Nederlands korfbalseizoen van het KNKV.

## Veldcompetitie KNKV
In seizoen 2004-2005 was de hoogste Nederlandse veldkorfbalcompetitie in de KNKV de Hoofdklasse; 4 poules waaronder 2 kampioenspoules en 2 degradatiepoules. De beste 4 teams uit de kampioenspoules spelen een kruisfinale, gevolgd door de veldfinale.
 Kampioenspoule A
| pos | club           | gs | w | g | v | pnt | dv  | dt  | dt  |
| --- | -------------- | -- | - | - | - | --- | --- | --- | --- |
| 1.  | PKC/Café Bar   | 6  | 5 | 0 | 1 | 10  | 105 | 83  | +22 |
| 2.  | Fortuna/Tempus | 6  | 4 | 0 | 2 | 8   | 104 | 87  | +17 |
| 3.  | Die Haghe      | 6  | 2 | 0 | 4 | 4   | 91  | 92  | -1  |
| 4.  | De Meervogels  | 6  | 1 | 0 | 5 | 2   | 78  | 116 | -28 |

Kampioenspoule B
| pos | club                | gs | w | g | v | pnt | dv  | dt | dt |
| --- | ------------------- | -- | - | - | - | --- | --- | -- | -- |
| 1.  | Dalto/Human Network | 6  | 4 | 0 | 2 | 8   | 102 | 99 | +3 |
| 2.  | DOS-WK              | 6  | 3 | 0 | 3 | 6   | 99  | 93 | +6 |
| 3.  | DOS'46              | 6  | 3 | 0 | 3 | 6   | 78  | 81 | -3 |
| 4.  | Blauw-Wit           | 6  | 2 | 0 | 4 | 4   | 89  | 95 | -6 |

Degradatiepoule C
| pos | club                | gs | w | g | v | pnt | dv | dt | dt  |
| --- | ------------------- | -- | - | - | - | --- | -- | -- | --- |
| 1.  | Oost-Arnhem/Olympia | 6  | 4 | 0 | 2 | 8   | 99 | 73 | +26 |
| 2.  | ROHDA               | 6  | 3 | 2 | 1 | 8   | 80 | 75 | +5  |
| 3.  | Futura              | 6  | 3 | 1 | 2 | 7   | 84 | 91 | -7  |
| 4.  | Fortis              | 6  | 0 | 1 | 5 | 1   | 58 | 82 | -24 |

Degradatiepoule D
| pos | club           | gs | w | g | v | pnt | dv  | dt  | dt  |
| --- | -------------- | -- | - | - | - | --- | --- | --- | --- |
| 1.  | Nic./Expertus  | 6  | 5 | 1 | 0 | 11  | 123 | 87  | +36 |
| 2.  | Deetos/Volhuis | 6  | 3 | 1 | 2 | 7   | 100 | 91  | +9  |
| 3.  | VADA '25       | 6  | 2 | 2 | 2 | 6   | 104 | 101 | +3  |
| 4.  | De Meeuwen     | 6  | 0 | 0 | 6 | 0   | 82  | 130 | -48 |

### Kruiswedstrijden om degradatie
Uit de 2 degradatiepoules degraderen de nummers 4 direct. Hierna spelen de nummers 2 en 3 van de degradatiepoules nog kruisfinales. De verliezers van deze wedstrijden degraderen ook.
| Degradatiewedstrijd 1 |          |    |
|                       |          |    |
| C2                    | ROHDA    | 13 |
| D3                    | VADA '25 | 14 |

| Degradatiewedstrijd 2 |                |    |
|                       |                |    |
| D2                    | Deetos/Volhuis | 24 |
| C3                    | Futura         | 17 |

### Play-Offs en Finale
|  | halve finale        | halve finale |  |                     | finale       | finale |
|  |                     |              |  |                     |              |        |
|  |                     |              |  |                     |              |        |
|  | PKC/Café Bar        | 24           |  |                     |              |        |
|  | DOS-WK              | 18           |  |                     |              |        |
|  |                     |              |  |                     | PKC/Café Bar | 20     |
|  |                     |              |  | Dalto/Human Network | 19           |        |
|  | Dalto/Human Network | 19           |  |                     |              |        |
|  | Fortuna/Tempus      | 15           |  |                     |              |        |

| Veldkampioen van Nederland 2005 |
| ------------------------------- |
| PKC/Café Bar                    |

## Zaalcompetitie KNKV
In seizoen 2004-2005 was de hoogste Nederlandse zaalkorfbalcompetitie in de KNKV de Hoofdklasse; 2 poules met elk 8 teams. De 4 beste teams uit de 2 poules spelen een kruisfinale, gevolgd door de zaalfinale. Dit is het laatste korfbalseizoen waarbij de zaalcompetitie bestaat uit 2 Hoofdklasses; vanaf seizoen 2005-2006 zal de zaalcompetitie bestaan uit de Korfbal League. Aangezien de Korfbal League zal bestaan uit 10 teams, moesten er meer teams uit de Hoofdklasse gedraderen. In plaats van 2 teams per poule, zullen nu de laatste 3 teams degraderen.

 Hoofdklasse A
| pos | club                | gs | w  | g | v  | pnt | dv  | dt  | dt  |
| --- | ------------------- | -- | -- | - | -- | --- | --- | --- | --- |
| 1.  | Fortuna/Tempus      | 14 | 12 | 0 | 2  | 24  | 258 | 201 | +57 |
| 2.  | Nic./Expertus       | 14 | 9  | 1 | 4  | 19  | 214 | 197 | +17 |
| 3.  | Blauw-Wit           | 14 | 8  | 3 | 3  | 19  | 232 | 208 | +24 |
| 4.  | Dalto/Human Network | 14 | 8  | 2 | 4  | 18  | 239 | 231 | +8  |
| 5.  | Deetos/Volhuis      | 14 | 7  | 3 | 4  | 17  | 251 | 230 | +21 |
| 6.  | SKF                 | 14 | 2  | 3 | 9  | 7   | 192 | 222 | -30 |
| 7.  | TOP                 | 14 | 3  | 0 | 11 | 6   | 194 | 236 | -42 |
| 8.  | ROHDA               | 14 | 1  | 0 | 13 | 2   | 179 | 234 | -55 |

Hoofdklasse B
| pos | club          | gs | w  | g | v  | pnt | dv  | dt  | dt  |
| --- | ------------- | -- | -- | - | -- | --- | --- | --- | --- |
| 1.  | PKC/Café Bar  | 14 | 13 | 0 | 1  | 26  | 270 | 192 | +78 |
| 2.  | DOS'46        | 14 | 9  | 2 | 3  | 20  | 238 | 204 | +34 |
| 3.  | DOS-WK        | 14 | 8  | 0 | 6  | 16  | 247 | 236 | +11 |
| 4.  | De Meervogels | 14 | 7  | 2 | 5  | 16  | 222 | 211 | +11 |
| 5.  | Die Haghe     | 14 | 6  | 1 | 7  | 13  | 204 | 204 | +0  |
| 6.  | DVO           | 14 | 5  | 1 | 8  | 11  | 233 | 245 | -12 |
| 7.  | Groen Geel    | 14 | 3  | 1 | 10 | 7   | 223 | 279 | -56 |
| 8.  | VADA '25      | 14 | 1  | 1 | 12 | 3   | 200 | 266 | -66 |

### Topscoorders van de zaalcompetitie
| Naam               | Club           | Goals |
| ------------------ | -------------- | ----- |
| Aart Heibeek       | Deetos/Volhuis | 83    |
| Peter Tiekink      | DOS-WK         | 83    |
| Marloes Preuninger | Fortuna/Tempus | 50    |

### Play-Offs en Finale
|  | halve finale   | halve finale |  |              | finale | finale |
|  |                |              |  |              |        |        |
|  |                |              |  |              |        |        |
|  | Fortuna/Tempus | 15           |  |              |        |        |
|  | DOS'46         | 17           |  |              |        |        |
|  |                |              |  |              | DOS'46 | 11     |
|  |                |              |  | PKC/Café Bar | 21     |        |
|  | PKC/Café Bar   | 18           |  |              |        |        |
|  | Nic./Expertus  | 8            |  |              |        |        |

| Zaalkampioen van Nederland 2005 |
| ------------------------------- |
| PKC/Café Bar                    |

## Prijzen
| Award                           | Winnaar                             | Club          |
| ------------------------------- | ----------------------------------- | ------------- |
| Beste Speler                    | André Simons                        | PKC/Café Bar  |
| Beste Speelster                 | Mady Tims                           | PKC/Café Bar  |
| Coach van het Jaar              | Steven Mijnsbergen                  | PKC/Café Bar  |
| Scheidsrechtersduo van het Jaar | Jan Henk Hoeksma & Ritske Kleinhuis |               |
| Talent van het Jaar             | Tim Bakker                          | Koog Zaandijk |
| Talente van het Jaar            | Kim Cocu                            | AKC Blauw-Wit |